# Kitty Film
K.K. Kitty Film (jap. 株式会社キティ・フィルム, Kabushiki kaisha Kiti Firumu, engl. Kitty Film Co. Ltd) ist eine Animeproduktionsfirma und wurde 1972 in Japan gegründet.
Das Unternehmen betrieb auch einen Plattenlabel namens Kitty Records, ab 1995 zusammen mit Mercury Records Entertainment als Kitty MME und heute Teil der japanischen Universal Music.

## Geschichte
Das Unternehmen wurde zuerst im Jahr 1972 als Kitty Music Corporation von Hidenori Taga gegründet. Es war eine Tochtergesellschaft von Polydor und Universal Music, welches TV-Soundtracks produzierte. Der erste war für den Film Hajimete no Tabi und erschien 1972. 1979 begann das Unternehmen dann in die Richtung Live-Action abzuzweigen mit den Filmen zu Kagirinaku Tōmei ni Chikai Blue und Die Rosen von Versailles (Kitty hatte keine Verbindung mit der gleichnamigen Animeversion des letzteren, welches von Tokyo Movie Shinsha produziert wurde). Ab dem Jahr 1981 produzierte Kitty Enterprises ihren ersten Anime Urusei Yatsura nach dem gleichnamigen Manga von Rumiko Takahashi, mit dem dann ihr größter Erfolg kam. Am 24. März 1982 wurde daraufhin Kitty Film gegründet. In und außerhalb Japans ist Kitty Film bekannt dafür, dass sie die meisten Mangaserien von Rumiko Takahashi als Anime umgesetzt haben, einschließlich Maison Ikkoku und Ranma ½. Rumiko Takahashi besuchte die gleiche Manga-Schule wie Shigekazu Ochiai, der Planer der meisten Animeproduktionen von Kitty. Außerdem gründete Kitty Film 1982 den offiziellen Urusei-Yatsura-Fanclub, der später im Jahr 1986 zu Kitty Animation Circle umbenannt wurde.
Trotz ihres Erfolgs als Produzent, erfolgte die Animation von Kittys Werken von mehreren unabhängigen Anime-Studios. Die erste Hälfte der TV-Serie Urusei Yatsura und die ersten zwei Filme wurde von Studio Pierrot animiert. Studio Deen animierte den Rest der Serie mit Ausnahme der OVAs, so wie den dritten und den vierten Film. Maison Ikkoku und Ranma ½ wurde komplett vom Studio Deen animiert. Madhouse animierte den letzten Urusei Yatsura Film sowie einige spätere OVA's dazu. Die Animation von Ginga Eiyū Densetsu und Yawara! wurde komplett von Madhouse animiert.
Das Unternehmen hatte von Anfang an finanzielle Probleme, welches man vor allem bei der Beendigung der Fernsehserie Ranma ½ 1992 zu spüren bekam. Hidenori Taga half bei der Finanzierung von Kittys Filmsparte, indem er Geld von der Musikbranche unterschlagen hat und wurde aufgrund eines unbekannten Skandals in dem Jahr zum Rücktritt gezwungen, während Shigekazu Ochiai zu Pao House Studios wechselte (er starb 1999). Nachdem 1996 Ranma ½ Super: Futari no Akane: „Ranma, Atashi o Mite!“ (らんま½SUPER 二人のあかね『乱馬、私を見て！』) veröffentlicht wurde, wollte Rumiko Takahashi nicht mehr mit Kitty zusammenarbeiten.
Seit 2007 ist Kitty als Talentagentur tätig und verkaufte die meisten Rechte ihrer Animehits. Eine der Künstler unter Vertrag ist die japanische Frauenband SCANDAL. 2010 produzierte Kitty Film mit dem Studio Production I.G einen weiteren Animationsfilm Loups=Garous (ルー=ガルー).

## Anime-Produktionen

### Filme
- 1983: Miyuki
- 1983: Urusei Yatsura: Only You
- 1984: Urusei Yatsura 2: Beautiful Dreamer
- 1985: Urusei Yatsura 3: Remember My Love
- 1986: 11-nin Iru!
- 1986: Jūichinin Iru!
- 1986: Urusei Yatsura 4: Lum the Forever
- 1988: Maison Ikkoku: Kanketsuhen
- 1988: Urusei Yatsura: Kanketsu-hen
- 1991: Ranma ½ – Big Trouble in Nekonron, China
- 1991: Urusei Yatsura: Itsudatte My Darling
- 1992: Ginga Eiyū Densetsu Gaiden: Ōgon no Tsubasa
- 1992: Ranma ½ – Nihao My Concubine
- 1992: Yawara! Soreyuke Koshinuke Kiss
- 1993: Ginga Eiyū Densetsu Gaiden/Arata naru Tatakai no Overture
- 1993: Ranma ½: Chōmusabetsu Kessen! Ranma Team vs. Densetsu no Hōō
- 2010: Loups=Garous

### Original Video Animations
- 1985: Karuizawa Syndrome
- 1986: Tobira o Akete
- 1987: Urusei Yatsura'87: Yume no Shikakenin, Inaba-kun Tōjō! Lum no Mirai wa Dōnaruccha!?
- 1988: Ginga Eiyū Densetsu
- 1988: Maison Ikkoku: Sōshūhen Utusuri Yuku Kisetsu no Naka de
- 1988: Urusei Yatsura: Ikare Sherbet
- 1988: Urusei Yatsura: Nagisa no Fiancé
- 1989: Teki wa Kaizoku: Neko no Kyōen
- 1989: Urusei Yatsura: Denki Jikake no Oniwaban
- 1989: Urusei Yatsura: Heart o Tsukame
- 1989: Urusei Yatsura: Tsuki ni Hoeru
- 1989: Urusei Yatsura: Yagi-san to Cheese
- 1991: Maison Ikkoku: Ikkoku-tō Nanpa Shimatsu ki
- 1991: Sōryūden
- 1991: Urusei Yatsura: Otome Bashika no Kyōfu
- 1991: Urusei Yatsura: Reikon to Date
- 1993: Ranma ½: Shampoo Hyōhen! Henten Hōshu no Wazawai
- 1993: Ranma ½: Tendō-ke Scramble Christmas
- 1994: Ranma ½: Akane vs. Ranma: Okā-san no Aji wa Atashi ga Mamoru!
- 1994: Ranma ½: Gakuen ni Fuku Arashi! Adult Change Hinako-sensei
- 1994: Ranma ½: Michi o Tsugu Mono
- 1994: Ranma ½ Special: Yomigaeru Kioku
- 1995: Ranma ½ Super: Ā Noroi no Harendō! Waga Ai wa Eien ni
- 1995: Ranma ½ Super: Jaaku no Oni
- 1996: Ranma ½ Super: Futari no Akane „Ranma, Atashi o Mite!“
- 1997: Sakura Tsūshin

### Specials
- 1983: Urusei Yatsura: Love me more
- 1985: Urusei Yatsura: Ryōko no 9-gatsu no Ochakai
- 1985: Urusei Yatsura: TV Titles
- 1986: Making of Urusei Yatsura 4: Lum the Forever
- 1986: Urusei Yatsura: Memorial Album: I'm the Shū-chan
- 1988: Mata Aeru-ccha! Urusei Yatsura TV Yokoku Henshū
- 1989: Maison Ikkoku: Karaoke Music Parade
- 1989: Urusei Yatsura: Karaoke Music Parade
- 1990: Ranma ½: Nettō Utagassen
- 1992: Prelude: Maison Ikkoku
- 1992: Ranma ½: Tendō-ke no Oyobidenai Yatsura!
- 1993: Ranma ½ 1994 Music Calendar
- 1993: Ranma ½ Totteoki Talk: Best of Memories
- 1993: Ranma ½: TV Titles
- 1993: Urusei Yatsura: 1994 Music Calendar
- 1995: Ranma ½ Special Video: Battle ga Ippai 29-nin no Korinai Yatsura
- 1996: Yawara! Special: Zutto Kimi no Koto ga

### Weitere Anime-Produktionen
- 1981: Urusei Yatsura (Fernsehserie)
- 1983: Miyuki (Fernsehserie)
- 1986: Maison Ikkoku (Fernsehserie)
- 1989: Ranma ½ (Fernsehserie)
- 1989: Ranma ½ Nettōhen (Fernsehserie)
- 1989: Yawara! (Fernsehserie)
- 1992: Super Zugan (Fernsehserie)
- 1995: Ike! Ina-chū Takkyūbu (Fernsehserie)
- 1995: Kishin Dōji Zenki (Fernsehserie)

## Sonstige Produktionen
- The Adventures of T-Rex (1992 U.S./Japan, Co-Produktion mit DIC; Hidenori Taga und Shigekazu Ochiai haben als Produzent mitgewirkt.)
- Ike! Inachū Takkyūbu
- Sena Keiko Obake Movies